# Onthophagus martialis
Onthophagus martialis es una especie de insecto del género Onthophagus de la familia Scarabaeidae del orden Coleoptera.
 Fue descrita en 1914 por Boucomont.